# Hamada Sedki
Mohamed Yahia Sedki znany jako Hamada Sedki (ar. حمادة صدقي; ur. 25 sierpnia 1961 w Al-Minja) – egipski piłkarz grający na pozycji środkowego obrońcy. W swojej karierze rozegrał 58 meczów w reprezentacji Egiptu.

## Kariera klubowa
Swoją karierę piłkarską Sedki rozpoczął w klubie Ghazl El-Mehalla. W 1979 roku zadebiutował w nim w pierwszej lidze egipskiej. Grał w nim do 1986 roku. Wtedy też przeszedł do Al-Ahly Kair i grał w nim do końca swojej kariery, czyli do 1993 roku. Wraz z Al-Ahly wywalczył dwa mistrzostwa Egiptu w sezonach 1986/1987 i 1988/1989 oraz zdobył cztery Puchary Egiptu w sezonach 1988/1989, 1990/1991, 1991/1992 i 1992/1993. Sięgnął również po Puchar Mistrzów w 1987 i Puchar Zdobywców Pucharów w 1993.

## Kariera reprezentacyjna
W reprezentacji Egiptu Sedki zadebiutował 20 lutego 1983 w zremisowanym 1:1 towarzyskim meczu z Nigerią, rozegranym w Kadunie. W 1984 roku powołano go do kadry na Puchar Narodów Afryki 1984. Wystąpił na nim w pięciu meczach: grupowych z Kamerunem (1:0), z Wybrzeżem Kości Słoniowej (2:1) i z Togo (0:0), półfinałowym z Nigerią (2:2, k. 9:10) i o 3. miejsce z Algierią (1:3). Z Egiptem zajął 4. miejsce w tym turnieju.
W 1986 roku Sedki został powołany do kadry na Puchar Narodów Afryki 1986. Na nim wystąpił czterokrotnie: w grupowych meczach z Wybrzeżem Kości Słoniowej (2:0) i z Mozambikiem (2:0), półfinałowym z Marokiem (1:0) i w finale z Kamerunem (0:0, k. 5:4). Z Egiptem wywalczył mistrzostwo Afryki.
W 1988 roku Sedki był w kadrze Egiptu na Puchar Narodów Afryki 1988. Na tym turnieju zagrał w dwóch meczach grupowych: z Kamerunem (0:1) i z Nigerią (0:0).
Z kolei w 1990 roku Sedkiego powołano do kadry na Puchar Narodów Afryki 1990. Wystąpił na nim w trzech meczach grupowych: z Wybrzeżem Kości Słoniowej (1:3), z Nigerią (0:1) i z Algierią (0:2). W kadrze narodowej od 1983 do 1992 roku zagrał 58 razy.